# Краудсорсинг
Краудсо́рсинг (англицизм от crowdsourcing, от crowd — толпа и sourcing — использование или привлечение ресурсов) — привлечение к решению тех или иных проблем инновационной производственной деятельности широкого круга лиц для использования их творческих способностей, знаний и опыта по типу субподрядной работы на добровольных началах с применением информационных технологий.

## Теоретические обоснования
Термин впервые введён писателем Джеффом Хау (англ. Jeff Howe) и редактором журнала Wired Марком Робинсоном (англ. Mark Robinson) в июне 2006 года. В то время как в аутсорсинге работа отсылается за пределы компетенции компании профессиональным исполнителям за определённые деньги, в краудсорсинге оплата работы не практикуется или же она невелика. Всю необходимую работу делают неоплачиваемые или малооплачиваемые специалисты-любители, тратящие своё свободное время на создание контента, решение проблем или даже на проведение исследований и разработку. Для объяснения концепции привлечения трудовых ресурсов, координируемых через Интернет, приводится сравнение с добровольными вычислениями, в которых через Интернет привлекаются на добровольной основе вычислительные ресурсы широкого круга пользователей (при этом иногда и сами проекты добровольных вычислений относят к одной из форм краудсорсинга).
Один из отличительных признаков краудсорсинга — разбивка работы на мелкие части (модули).
Краудсорсинг — часть того, что Эрик фон Хиппель называет «инновацией с расчётом на пользователя», при которой компании-производители полагаются на пользователей не только в вопросе формулировки потребностей, но и в определении изделий и усовершенствований, которые удовлетворили бы эти потребности. Но, в отличие от узкоспециализированных сообществ, разрабатывающих открытое программное обеспечение или, например, модернизированные принадлежности для активных видов отдыха, такая работа управляется и принадлежит только одной организации. Перефразируя фон Хиппеля, можно сказать, что это направление создано в расчёте на предполагаемое желание потребителей бесплатно или за небольшую цену поделиться своими идеями исключительно из интереса увидеть эти идеи воплощёнными.
Журнал MIT Sloan Management Review в сентябре 2011 года опубликовал статью о краудсорсинге профессора маркетинга в Университете Кобе в Токио Сусуму Огавы и профессора Мюнхенской бизнес-школы Франка Пиллера, в которой исследовано, как компании «уменьшают риск управления товарным производством», используя повсеместные дешевые информационные технологии для привлечения людей со стороны к процессу разработки дизайна. В работе описано несколько лет исследований в двух компаниях, на примере которых показано, как можно максимально эффективно привлекать покупателей к управлению.

### Преимущества
- Доступ к талантливым кадрам по всему миру[5].
- Меритократия: значение имеет только конкретный продукт. Национальная принадлежность и профессиональная квалификация не важны. Как показало исследование, проведенное Массачусетским технологическим институтом, более успешными из зарегистрированных участников InnoCentive были те, кто имел меньше практического опыта в соответствующей отрасли[6].
- Поручение работы одного человека большой группе людей.
- Получение необходимых материалов, идей и другой информации как результат работы привлечённой аудитории[7].

## Примеры
Среди множества разновидностей краудсорсинга выделяются проекты для голосования и сбора идей, по обработке научных материалов, конкурсные платформы, микрозадачи, краудсорсинговые агрегаторы, справочные ресурсы, проекты по совместному использованию данных, различные формы совместной работы с контентом и поддержки коллективных инноваций.
Приводимые Хау примеры краудсорсинговых проектов:
- Википедия — электронная энциклопедия, создаваемая преимущественно силами волонтёров.
- InnoCentive — компания, приглашающая учёных за конкурсное вознаграждение от $10 тыс. до $100 тыс. решать задачи, которые ставят такие компании, как Procter & Gamble, DuPont и BASF[10];
- Threadless[англ.] — компания по производству футболок из Чикаго, процесс разработки дизайна состоит исключительно из проведения онлайн-конкурса, победители еженедельного конкурса получают $2 тыс. и их работа запускается в производство;
- Muji — японская компания-производитель бытовых товаров и мебели через свой корпоративный сайт собирает идеи для своих изделий и принимает решение о запуске в производство по результатам конкурса;
- Peer-to-Patent[англ.] — американский проект, основанный на принципе совместной работы: государственное патентное бюро на постоянной основе работает с открытым интернет-сообществом, в рассмотрении заявок на патенты участвует сеть волонтёров (учёные, технические специалисты, люди, чья квалификация позволяет принимать участие в процессе патентования)[11].
- eBird[англ.] — проект, который использует ресурсы любителей для наблюдения за птицами[12];
- NASA Clickworkers[англ.] — проект NASA, созданный с целью проанализировать массив снимков марсианской поверхности силами астрономов-любителей[13].

Добровольные вычисления — различные системы распределённых вычислений, в которых компьютеры волонтёров используются, в основном, для расчёта различных научно-исследовательских моделей и анализа данных — также в некоторых работах считаются реализацией модели краудсорсинга.